# Nationalparker i Albanien
Det finns 14 nationalparker i Albanien, varav en finns i havet. Det har en yta på 2 106,68 km² och utgör cirka 6,7 % av landets totala yta. Nationalparkerna förvaltas av Albaniens ministerium för turism och miljö.

## Lista över nationalparker i Albanien
| Bild | Namn                                                                                 | Yta        | Inrättad (år) | Läge                 |
| ---- | ------------------------------------------------------------------------------------ | ---------- | ------------- | -------------------- |
|      | Karaburuni-Sazanis marina nationalpark Parku Kombëtar Detar Karaburun-Sazan          | 125,70 km² | 2010          | Karaburun-Sazan.     |
|      | Butrintis nationalpark Parku Kombëtar i Butrintit                                    | 94,24 km²  | 1966          | Butrint.             |
|      | Llogaras nationalpark Parku Kombëtar i Llogarasë                                     | 10,1 km²   | 1966          | Llogara.             |
|      | Shebeniku-Jabllanicas nationalpark Parku Kombëtar Shebenik-Jabllanicë                | 339,27 km² | 2008          | Shebenik-Jabllanicë. |
|      | Prespas nationalpark Parku Kombëtar i Prespës                                        | 277,50 km² | 1999          | Prespa.              |
|      | Divjaka-Karavastas nationalpark Parku Kombëtar Divjakë-Karavasta                     | 222,30 km² | 2007          | Divjakë-Karavasta.   |
|      | Thethis nationalpark Parku Kombëtar i Thethit                                        | 26,30 km²  | 1966          | Theth.               |
|      | Valbonadalens nationalpark Parku Kombëtar Lugina e Valbonës                          | 80,00 km²  | 1996          | Valbonëdalen.        |
|      | Tomorris nationalpark Parku Kombëtar i Tomorrit                                      | 261,06 km² | 1996          | Tomorr.              |
|      | Luras nationalpark Parku Kombëtar Lurë-Mali i Dejës                                  | 202,42 km² | 1966          | Lurë-Dejës.          |
|      | Dajtis nationalpark Parku Kombëtar i Dajtit                                          | 293,84 km² | 1966          | Dajti.               |
|      | Bredhi i Hotovës och Dangëllis nationalpark Parku Kombërar Bredhi i Hotovës-Dangëlli | 343,61 km² | 2008          | Hotovë-Dangelli.     |
|      | Shtamapassets nationalpark Parku Kombëtar i Qafë Shtamës                             | 20,00 km²  | 1996          | Shtamë-passet.       |
|      | Bredhi i Drenovës nationalpark Parku Kombëtar Bredhi i Drenovës                      | 13,80 km²  | 1966          | Drenovë.             |